# Rampur (Saharanpur)
Rampur o Rampur Maniharan és una població administrada com a ciutat de l'Índia a 22 km de Saharanpur al districte de Saharanpur (Uttar Pradesh) a 29° 48′ N, 77° 28′ E / 29.800°N,77.467°E. Consta al cens del 2001 amb una població de 24.811 habitants; el 1901 tenia 7.945 habitants repartits entre hindús i musulmans en dos grups sensiblement iguals.
Hauria estat fundada per Raja Ram i segons la tradició fou una de les ciutats conquerides pel ghazi gaznèvida Sayyid Salar Masud al primer terç del segle xi. Hi ha un temple jainista i la tomba d'un santó musulmà anomenat Shaikh Ibrahim.